# Langues pré-indo-européennes

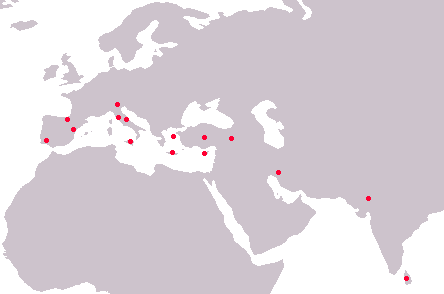
Localisation des langues pré-indo-européennes documentées.

Les langues pré-indo-européennes, connues auparavant comme langues asianiques, sont celles parlées dans l'Europe préhistorique et l'Asie du Sud avant la diffusion des langues indo-européennes. Mal connues, elles ne sont pas nécessairement apparentées entre elles et on ne sait pas les classer avec certitude.
Certaines d'entre elles n'ont pas laissé de traces écrites. Leur existence est seulement la meilleure hypothèse pour expliquer la présence de substrats non indo-européens dans différentes langues considérées par ailleurs comme indo-européennes. Au pire, les seules traces linguistiques qu'elles peuvent avoir laissées sont réduites à des éléments « délexicalisés » hydronymiques ou oronymiques, plus rarement toponymiques au sens large.
D'autres de ces langues ont une existence certaine mais ont disparu, comme l'étrusque, le minoen et le linéaire A, l'ibère ou encore le hatti. Elles sont attestées par des inscriptions, la plupart d'entre elles ayant laissé ces témoignages écrits à l'âge du bronze. Cependant, les éléments épigraphiques ou textuels dont on dispose ne sont pas toujours suffisants pour confirmer ou infirmer l'appartenance de certaines langues au groupe indo-européen ou autre. Pour reprendre les exemples de l'étrusque, de l'ibère, du linéaire A ou de l'hatti, celles-ci sont suffisamment documentées pour permettre aux linguistes de conclure qu'elles sont pré-indo-européennes.
Enfin un petit nombre de langues pré-indo-européennes sont toujours vivantes de nos jours. En Europe, il s'agit de la langue basque, des langues sames et, aux confins de l'Europe, des langues caucasiennes (géorgien, tchétchène, tcherkesse, etc.). En dehors de l'Europe, il y a les langues dravidiennes et les langues munda.

## Asie
- Substrat en sanskrit védique
  - Langue harappéenne
- Langue vedda (substrat d'un dialecte pré-cinghalais)
- Langues hourro-urartéennes (hourrite et urartéen) et langue hattique (substrats de langues anatoliennes)
- Kassite (peut-être hourro-urartéenne)
- Sumérien
- Elamite

## Europe
- Hydronymie de l'Europe ancienne (aussi classée comme indo-européenne)
- Langues pré-helléniques 
  - Pélasgique (substrat pré-grec, aussi classé comme langue anatolienne (indo-européen), cf. hypothèse du Préhellénique A )
  - Minoen (langue écrite en Linéaire A)
  - Étéocrétois
  - Étéocypriote
- Hypothèse du Substrat pré-germanique
- Hypothèse du substrat du Bloc du nord-ouest
- Pré-celtique ou para-celtique
  - Pré-celtique continental :
    - Langue ligure ancienne (souvent classé comme indo-européenne)

  - Pré-celtique des îles Britanniques
    - Hypothèse du substrat gaélique
    - Langue picte (aussi classée comme celtique)
- Langues tyrrhéniennes (ou tyrséniennes)
  - Étrusque
  - Rhétique
  - Langue de Lemnos
- Langues paléo-hispaniques
  - Ibère
  - Tartessien, Turdétan
  - Basque - Aquitain
- Langues non classées pré-romanes de l'Italie (sauf pour celles qui sont regroupées avec les langues tyrrhéniennes):
  - Langue des Camuniens
  - Langue des Euganéens
  - Nord-picène
  - Langue paléo-sarde (nuragique)
  - Langue des Sicanes

### Archéologie et culture
- (en) David Anthony et Jennifer Y. Chi (2009) The Lost World of Old Europe: The Danube Valley, 5000-3500 BC.
- (en) Peter I. Bogucki et Pam J. Crabtree (2004) Ancient Europe 8000 BC--1000 AD: An Encyclopedia of the Barbarian World, Charles Scribner’s Sons, New York.
- (en) Marija Gimbutas (1973) « Old Europe c. 7000-3500 B.C.: the earliest European civilization before the infiltration of the Indo-European peoples » dans The Journal of Indo-European Studies, 1/1-2, 1-20.
- (en) Christopher  Tilley (1996) An Ethnography of the Neolithic. Early Prehistoric Societies in Southern Scandinavia, Cambridge University Press.

### Reconstructions de langues
- (en) « Pre-Indo-European » dans Encyclopedia of the Languages of Europe, Glanville Price, 2000.  (ISBN 9780631220398).
- (en) Alfred Bammesberger et Theo Vennemann (2003) Languages in Prehistoric Europe, Carl Winter, Heidelberg.
- (en) Roger Blench et Matthew Spriggs (eds. 1) Archaeology and Language.Theoretical and Methodological Orientations, vol. I.
- (en) Pavel M. Dolukhanov (2003) « Archaeology and Languages in Prehistoric Northern Eurasia » dans Japan Review, 15:175-186 .
- (en) Marija Gimbutas (1989) The Language of the Goddess.
- (en) John Greppin et T.L. Markey (1990) When Worlds Collide: The Indo-Europeans and the Pre-Indo-Europeans, Ann Arbor.
- (en) Winfred P. Lehmann (2002) Pre-Indo-European, Institute for the Study of Man, Washington DC,  (ISBN 0-941694-82-8).
- (en) Mark Lieberman (2009) « The Linguistic Diversiry of Aboriginal Europe »  Language Log, 6 janvier 2009, .
- (en) Robert Mailhammer (2010) « Diversity vs. Uniformity. Europe before the Arrival of Indo-European Languages »(Archive.org • Wikiwix • Archive.is • Google • Que faire ?)  dans  Robert Mailhammer et Theo Vennemann, Linguistic Roots of Europe, Museum Tusculanum Press, Copenhagen.
- (fr) Michel Morvan (2009) Dictionnaire étymologique basque, Internet/Lexilogos.
- (en) Theo Vennemann (2008) « Linguistic reconstruction in the context of European prehistory » dans Transactions of the Philological Society, vol. 92, publication 2, Novembre 1994, p. 215–284.
- (en) Theo Vennemann, Langages du nord des Alpes dans l'Europe préhistorique
- (en) Roger D. Woodard (2008a) Ancient Languages of Asia Minor, Cambridge University Press.
- (en) Roger D. Woodard (2008b) Ancient Languages of Europe, Cambridge University Press.